# القطار (ولاية غليزان)
القطار بلدية من بلديات الغرب الجزائري تنتمي إداريا لدائرة مازونة بولاية غليزان، أما جغرافيًا فهي تقع شمال شرق ولاية غليزان يحدها شمالا بلديتي سيدي امحمد بن علي ومديونة وشرقا بلدية مازونة وغربا بلدية حمري وجنوبا كلا من بلديتي واريزان وجديوية تقدر مساحتها 54.46 كم2 . كما لا ننسى أن للقطار موقعا استراتيجيا هاما فهي لاتبعد عن مقر الدائرة إلا 6 كلم وقريبة من مقر الولاية ب 70كلم ومن العاصمة الجزائرية ب 280كلم وعن وهران 220كلم وعن البحر الأبيض المتوسط 60 كلم.

## المساحة
مساحة القطار 54.46 كم2 يتربع عليها 21 دوار والتي يغطيها الطابع الفلاحي وبعض المناطق الشبه الجبلية فبلدية القطار بلدية ريفية محضة.

## السكان
بعد إحصاء سنة 2008 كان سكان بلدية القطار 15422 نسمة ويمتاز السكان كغيرهم من الجزائريين بالحيوية البشرية ذلك أن أكثر من نصف سكانها منتمون إلى الفئة الفتية وقد عرفت ظاهرة التحضر في البلدية تغيرات معتبرة ارتبطت بالظروف السياسية والاقتصادية والتي مرت بها البلاد.

## وصلات أخرى

### وصلات داخلية
- دائرة مازونة
- ولاية غليزان

### وصلات خارجية
1. ↑  إحصاء سكان 2008 لولاية غليزان. نسخة محفوظة 03 مارس 2016 على موقع واي باك مشين.